# سكة حديد بكين-قوانغتشو-شنتشن-هونغ كونغ الفائقة السرعة

خط سكة حديد بكين إلى قوانغتشو إلى شنتشن إلى هونغ كونغ الفائق السرعة (بالصينية المبسطة: 京广深港高速铁路؛ بالصينية التقليدية: 京廣深港高速鐵路) هو خط للسكك الحديدية عالية السرعة من ضمن شبكة سكة قطارات الصين فائقة السرعة لخدمة الركاب، وتربط بين محطة قطارات غرب بكين ومحطة قطارات غرب كولون في هونغ كونغ. وعند الانتهاءمن تنفيذ الخط سيكون بطول 2230 كيلومترا (1390 ميل). وتقريبا بموازاة الخط القائم لسكة حديد جنغوانغ للقطارات التقليدية.
بدأ بناء السكة في عام 2005. افتفح المسار الرابط بين ووهان وقوانغتشو في ديسمبر 2009، والمسار بين قوانغتشو وشينزين افتتح في ديسمبر 2011، وفي سبتمبر 2012 افتتح المسار بين تشنغتشو وووهان،وافتتح المسار بين بكين وتشنغتشو في 26 ديسمبر 2012. أما المرحلة الأخيرة من الخط البالغة 36 كيلومتر إلى هونغ كونغ من المتوقع افتتاحها في عام 2015. ويعتبر الخط هو أطول مسار في العالم لخطوط السكك الحديدية فائقة السرعة.